# Smrž kuželovitý
Smrž kuželovitý (Morchella conica), též smrž špičatý, je jedlá vřeckovýtrusná houba z čeledi smržovitých (Morchellacae).

## Popis
Klobouk má tence masitý, skoro pravidelně tupě kuželovitý, s hranatými a protaženě okrouhlými prohlubeninami se zaoblenými hranami, obyčejně dosti štíhlý, 4–10 cm vysoký a 3–5 cm široký, uvnitř celý dutý, okrajem dole ke třeni přirostlý, světle okrově hnědý, hnědošedý až olivově hnědý, velmi křehký. Dužina je tenká, křehká, bělavě šedavá nebo světle naokrovělá.
Třeň je dost pravidelně válcovitý, hladký, 3–8 cm dlouhý a 1,5–2,5 cm široký, bělavý nebo naokrovělý, dutý a křehký. Chuť i vůně nenápadné, slabě houbové.

## Výskyt
Roste na jaře v lesích jehličnatých i listnatých, nejčastěji na lesních okrajích, ve starých parcích, v zahradách, v křovištích apod., od nížin až dost vysoko do hor, avšak všude celkem nehojně.

## Užití
Velmi dobrá jedlá, časně jarní houba, vhodná například do polévek a omáček. Smrž kuželovitý je v České republice podle platné vyhlášky 157/2003 Sb. zařazen do seznamu hub určených pro prodej, v některých zemích je často prodáván na trzích.

## Podobné druhy

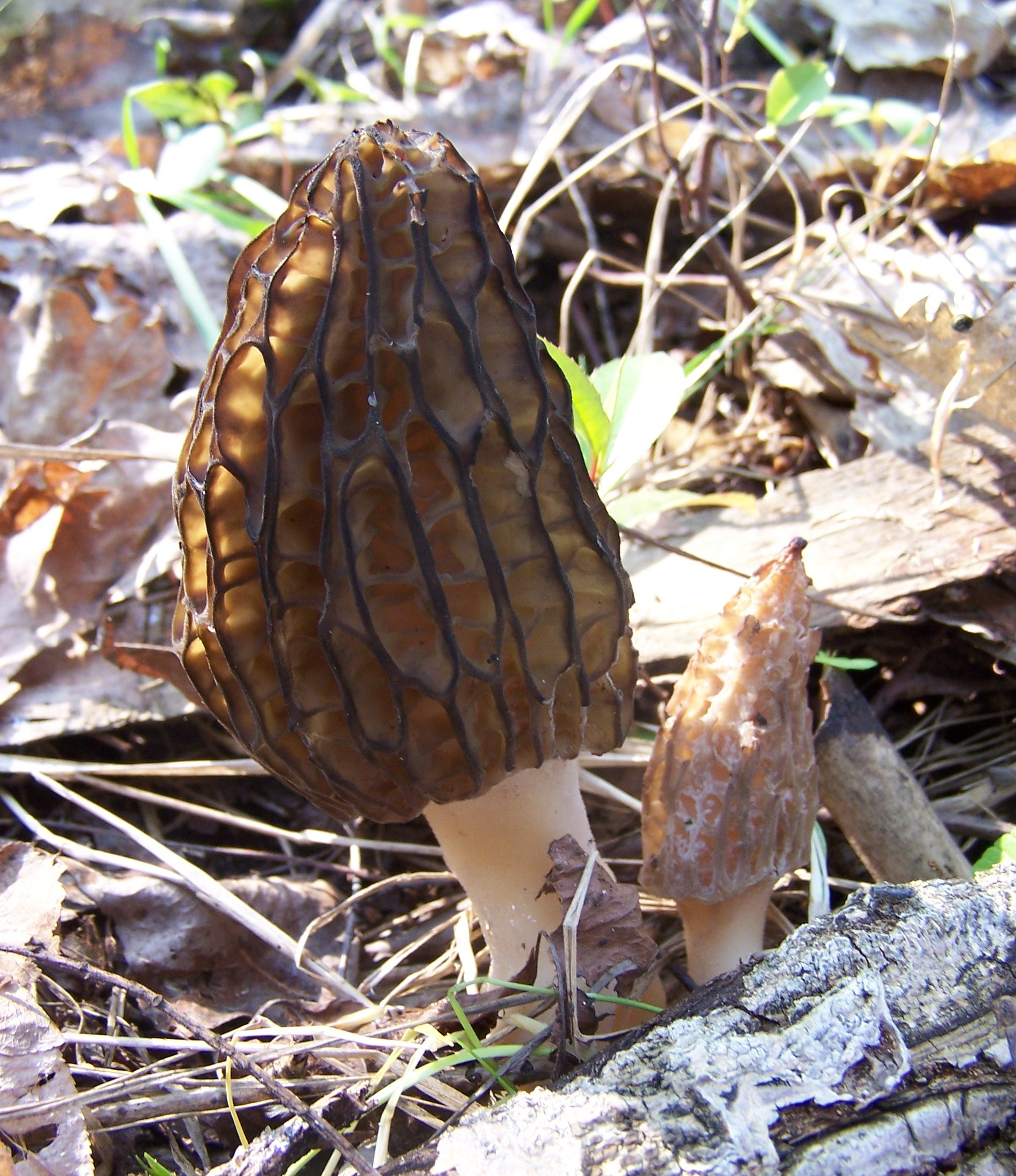
Smrž kuželovitý (Morchella conica)

Smrž kuželovitý je velmi podobný blízce příbuznému a rovněž jedlému a velmi dobrému smrži vysokému (Morchella elata), který se liší hlavně podélně protaženými "oky" na klobouku a obvykle třeněm značně delším, než je výška klobouku.